# 紀乙魚
紀乙魚（？—840年6月8日，即生年不詳，卒於承和七年五月五日（日本舊曆）。她是日本平安時代初期的妃嬪，桓武天皇女御。
關於其生平於桓武一朝的文獻並無記述，連她初受封的記錄亦欠奉。僅有《續日本後紀》記載在桓武天皇崩御30年後，紀乙魚於836年（承和三年）八月二十日由正五位上晉至從四位下。
|  | 正五位上-紀朝臣-乙魚，授從四位下。柏原天皇女御也。 |

這是日本古代宮廷中最早有關「女御」此一天皇嬪妃位階的記錄。